# Open Water Diver
L'Open Water Diver (OWD) è un livello dei brevetti per la subacquea rilasciato da molte associazioni di addestramento, come la PADI, la SDI, la SNSI, la SSI, la PSS Worldwide, la NASE, la ESA, la ANIS, la NADD - Global Diving Agency, la National Academy of Scuba Educators, la UEF e la Scuba Educators International (SEI Diving). 
Questo brevetto è più o meno equivalente a quello CMAS P1, anche se con qualche differenza.

## Caratteristiche
L'OWD è il primo livello ottenibile, nel quale il sommozzatore apprende le conoscenze basilari sull'equipaggiamento e sulla teoria della subacquea. In particolare vengono trattati i punti fondamentali dell'immersione subacquea con l'autorespiratore ad aria, vengono presentate le prime attrezzature e fornite le conoscenze fondamentali per l'utilizzo di esse.
Trattandosi di un primo livello di approccio, l'unico pre-requisito richiesto è l'aver compiuto almeno 10 anni per il brevetto Junior oper-water diver e 15 per il brevetto standard (13 se si opta per il corso teorico online, in conformità delle leggi internazionali sull'uso di internet) e una condizione fisica compatibile con la subacquea.
Il brevetto Open-water diver consente di immergersi fino a una profondità massima di 18 metri, ma sempre accompagnati da un altro subacqueo.
Il brevetto direttamente superiore è l'Advanced open-water diver.